# Мамедбеков, Рашид Карабек оглы
Рашид Карабек оглы Мамедбеков (азерб. Rəşid Qarabəy oğlu Məmmədbəyov; 28 февраля 1927 — 4 декабря 1970) — азербайджанский и советский борец вольного стиля, выступавший за СССР в весовой категории до 57 кг. Заслуженный мастер спорта СССР (1952). Серебряный призёр Олимпийских игр 1952 года, первый среди азербайджанских спортсменов ставший обладателем олимпийской награды, пятикратный серебряный призёр чемпионата СССР по вольной борьбе, бронзовый призёр чемпионата СССР по греко-римской (классической) борьбе. Был членом бакинского спортивного общества «Искра» («Буревестник»).

## Биография
Родился 28 февраля 1927 года в селе Шаган близ Баку.
В 1951 году окончил Азербайджанский государственный институт физкультуры имени С. М. Кирова.
Тренером Рашида Мамедбекова был первый в Азербайджане удостоенный звания мастера спорта СССР по борьбе, серебряный призёр I Всесоюзной спартакиады 1928 года Рза Бахшалиев. Рашид Мамедбеков считается любимым учеником Бахшалиева.
В 1947 году Рашид Мамедбеков в составе бакинского спортивного общества «Буревестник» участвовал в проходившем в Таллине чемпионате СССР. Выиграв схватки у таких известных борцов как эстонец Йоханнес Лооару и ленинградец Николай Раков, он занял второе место. Через два года на чемпионате страны, проходившем уже в его родном городе он вновь занял второе место, а его друг Муса Бабаев, с которым они вместе тренировались, стал чемпионом СССР и поехал в Будапешт на международные студенческие игры, где также выиграл золотую медаль. Мамедбеков встретил в бакинском аэропорту вернувшегося с победой друга.
В 1952 году он участвовал на первых для СССР Олимпийских играх в Хельсинки. Там он завоевал серебряную медаль, став первым азербайджанцем, взявшим медаль на Олимпийских играх.
Впоследствии Мамедбеков, будучи уже членом общества «Искра», трижды занимал второе место на чемпионатах СССР, в 1953, 1954 и 1956 годах.
Рашид Мамедбеков был одним из первых, кто распространял вольную борьбу в Азербайджане. Наряду с вольной, Мамедбеков успешно принимал участие в соревнованиях и по греко-римской борьбе, и в 1948 году стал первым в Азербайджане мастером спорта по греко-римской борьбе, завоевал бронзовую медаль на чемпионате СССР 1948 года.
Скончался 4 декабря 1970 года в возрасте 43 лет.

## Олимпийские игры 1952 года

Рашид Мамедбеков (стоит) борется в 4-м раунде с Лайош Бенце из Венгрии. Олимпийские игры 1952 года

Азербайджанские спортсмены начали впервые выступать на Олимпийских играх наряду с остальными спортсменами из СССР в 1952 году. Соревнования по вольной борьбе проходили с 20 по 23 июля в Выставочном Холле «Мессухолли».
Выступавший в весовой категории до 57 кг Мамедбеков 20 июля в первом раунде встретился с спортсменом из Ирана, бронзовым призёром чемпионата мира 1951 года, также проходившем в Хельсинки, Мохаммедом Мехди Якуби и одержал чистую победу за 32 секунды. Второй раунд, который прошёл 21 июля, закончился условной победой Мамедбекова, поскольку в связи с травмой швейцарский борец Пол Хенни не вышел на ковёр.
22 июля третий тур с борцом из США Биллом Бордерсом закончился через 10 минут 40 секунд чистой победой Мамедбекова. После третьего тура Мамедбеков был единственным борцом без единого штрафного очка. В этот же день в ходе четвёртого раунда соперником Мамедбекова был участник Олимпийских игр 1948 года Лайош Бенце из Венгрии. Встреча по решению судей закончилась со счётом 2-1 в пользу венгра. Но так как Бенце набрал 5 штрафных очков, то он выбыл из соревнования.
23 июля в пятом раунде Мамедбеков со счётом 3-0 победил индийского борца Хашаба Дадасахеба Джадава. В финальном раунде Мамедбеков, уступив японцу Сёхати Исии со счётом 3-0, стал серебряным призёром Олимпийских игр.
Сёхати Исии же стал первым японским победителем Олимпийских игр после Второй мировой войны. Третье место досталось Хашабу Джадаву из Индии.
Вот как описывает путь Мамедбекова к финалу В. Ганчук:

…На ковер выходит другая пара. Не успели смолкнуть слова диктора-информатора, объявившего, что зрители увидят сейчас борьбу призера прошлогоднего чемпионата мира в легчайшем весе иранца Якуби, как все было кончено. Его противник бакинец Рашид Мамедбеков, не тратя времени на разведку, провел прием, и Якуби оказался на лопатках. Потребовалось на это советскому спортсмену всего полминуты…

…Уверенно приближался к финишу и Рашид Мамедбеков. Во втором круге не явился на схватку с ним спортсмен из Швейцарии. В третьем Рашид заставил капитулировать на 11-й минуте самоуверенного американца Бордерса, а в четвертом, хотя и проиграл по баллам напористому венгру Бенце, запаса прочности ему хватило, чтобы выйти в финал…

…Правда, тренеров и руководителей нашей сборной волновало и другое — финальные поединки Рашида Мамедбекова и Давида Цимакуридзе. И не вина Рашида Мамедбекова, что его соперник, великолепный мастер из Японии, Иссии, оказался сильнее. Второе место для юного новичка большого спорта — отличный результат…

## Память
Ежегодно в память о первом азербайджанском призёре Олимпийских игр Рашиде Мамедбекове проводится юношеский открытый республиканский турнир по борьбе. Первый турнир состоялся в ноябре 2009 года в спорткомплексе «АБУ-Арена» в Баку. Его победителями наряду с азербайджанскими борцами стали и борцы из Венгрии и России.
С 5 по 10 ноября 2010 года в Баку в спорткомплексе «Серхедчи» состоялся II турнир памяти борца. На турнире в весовых категориях 42, 50, 58, 69 и 85 кг участвовало 120 борцов греко-римского стиля, а в весовых категориях 46, 54, 63, 76 и 100 кг — 135 спортсменов вольного стиля.

## Награды
- Медаль «За трудовую доблесть» (27.04.1957) — «за успехи, достигнутые в деле развития массового физкультурного движения в стране, повышения мастерства советских спортсменов, и успешное выступление на международных соревнованиях»